# کریزو اسپرینگز (تگزاس)
کریزو اسپرینگز، تگزاس(به انگلیسی: Carrizo Springs, Texas) شهری در ایالت تگزاس از ایالات جنوبی ایالات متحدهٔ آمریکا است. در سرشماری سال ۲۰۰۰، جمعیت این شهر ۵٬۶۵۵ تن اعلام شد.

## نگارخانه

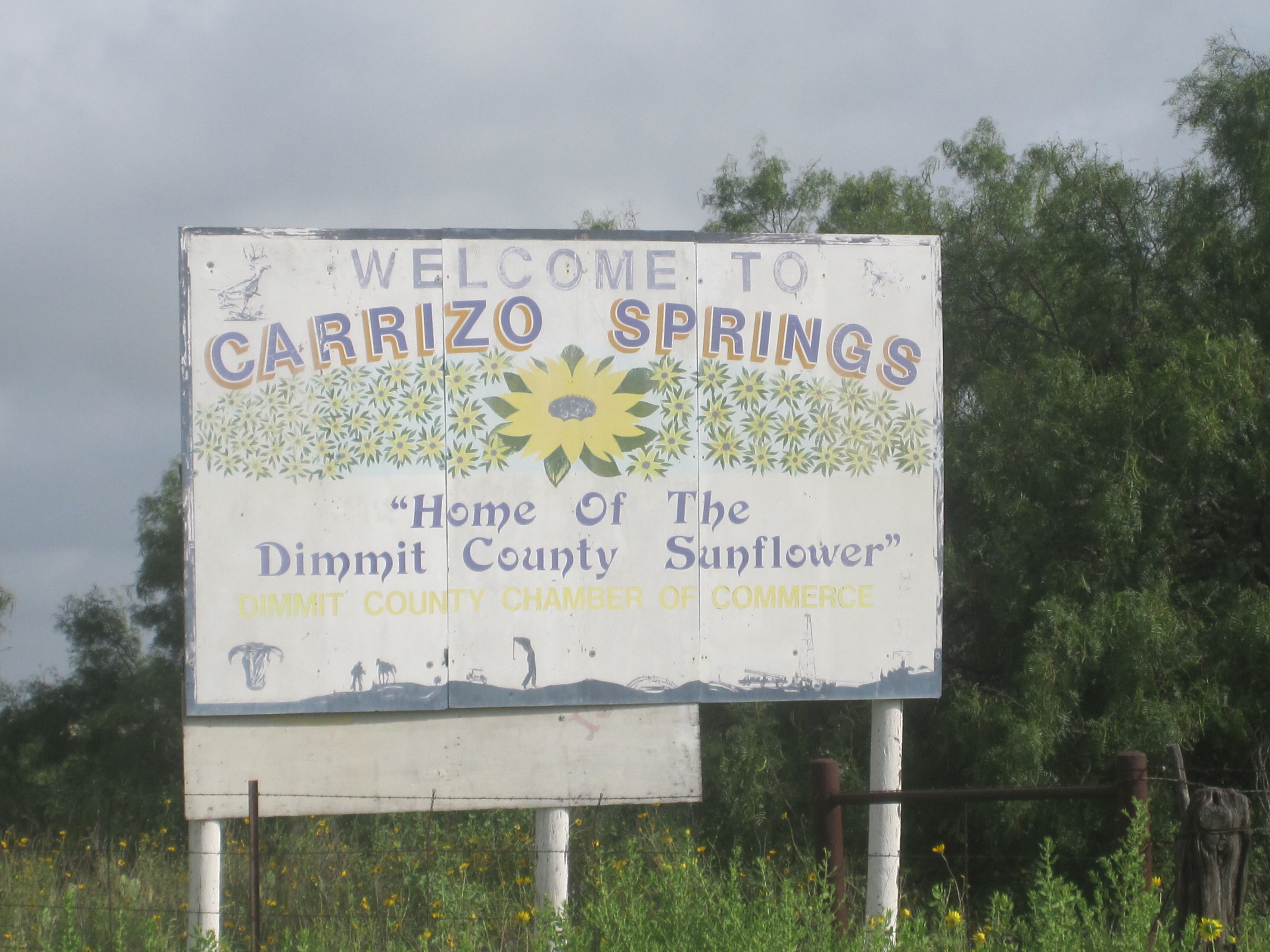
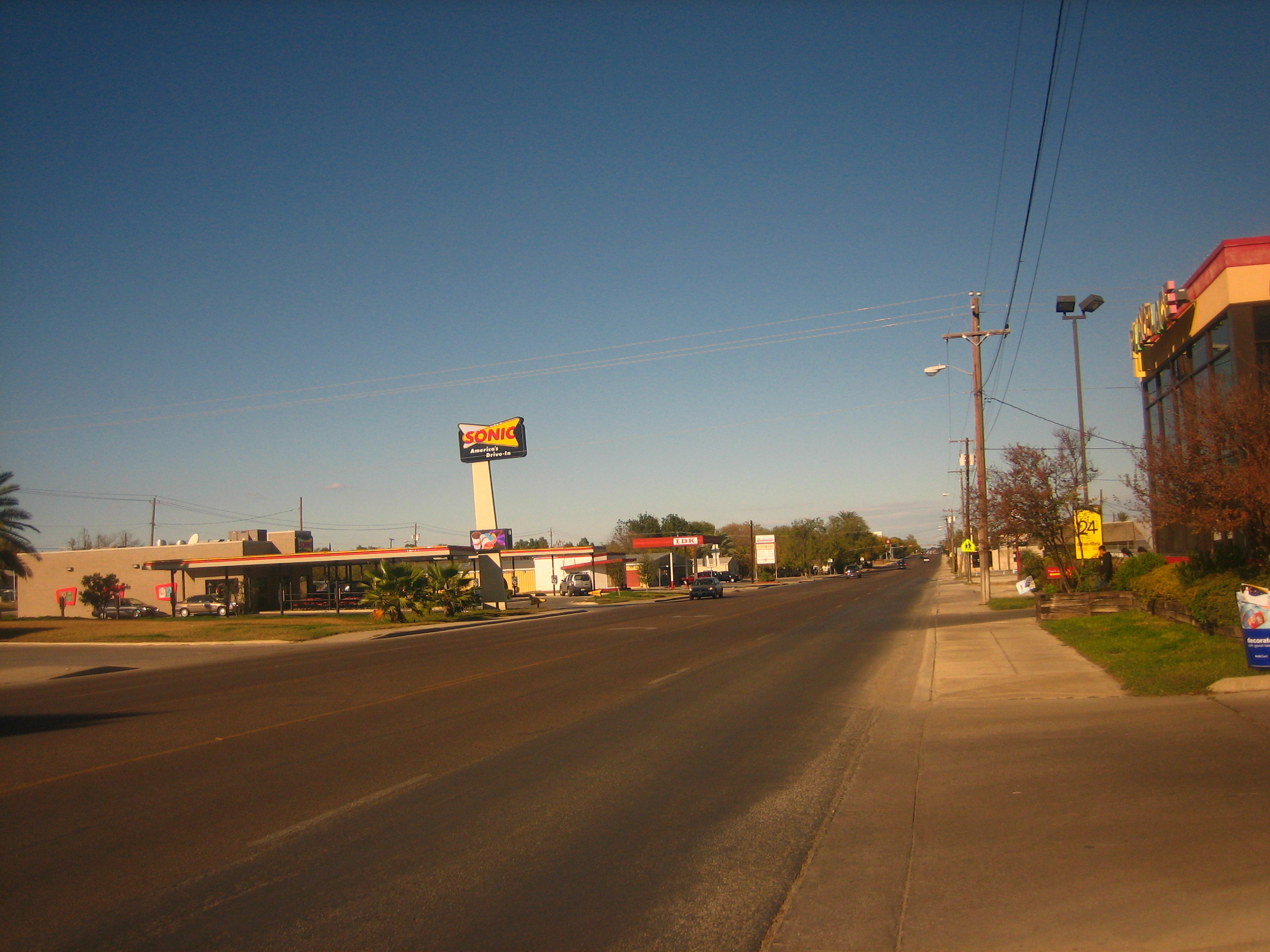
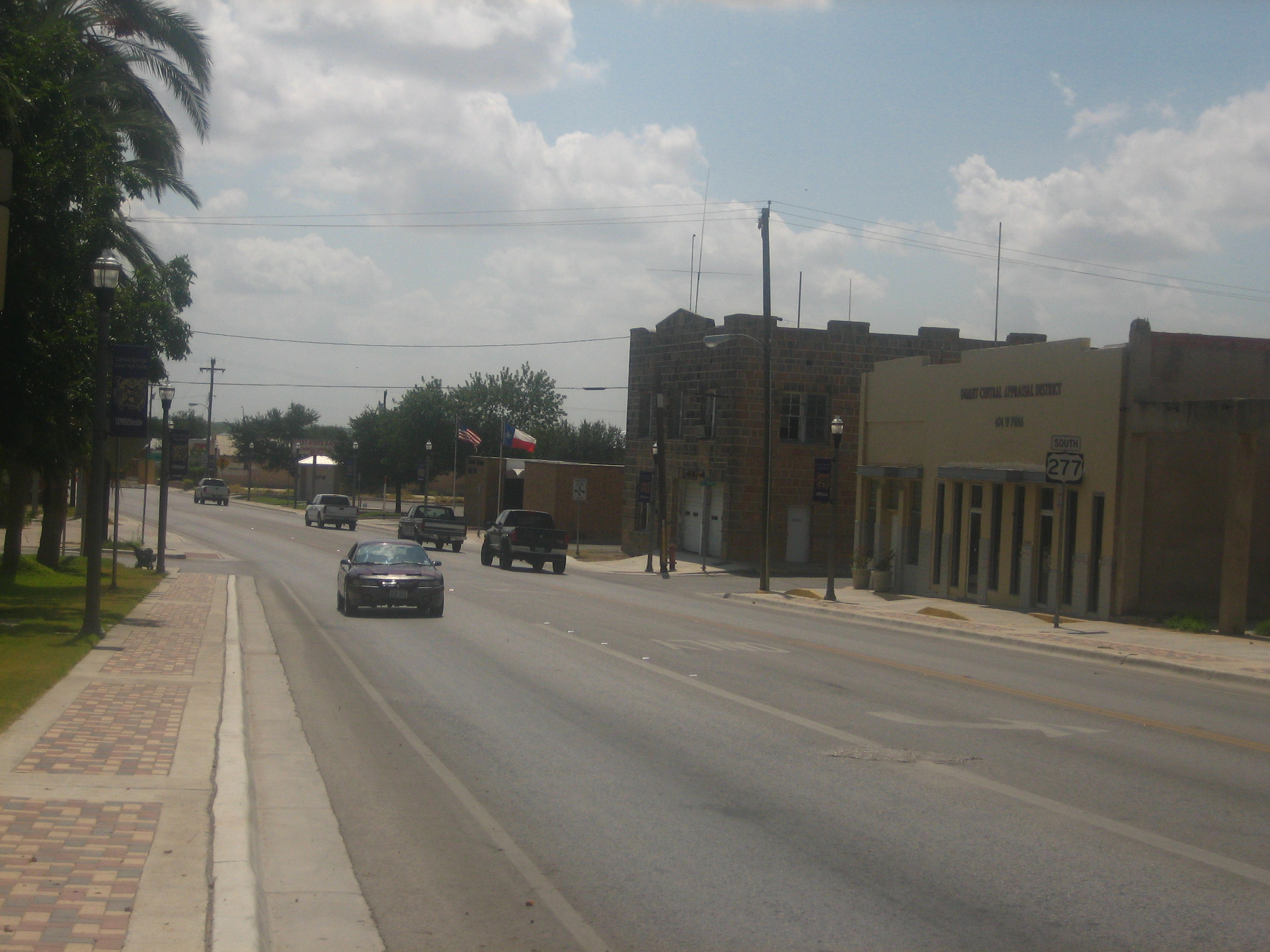
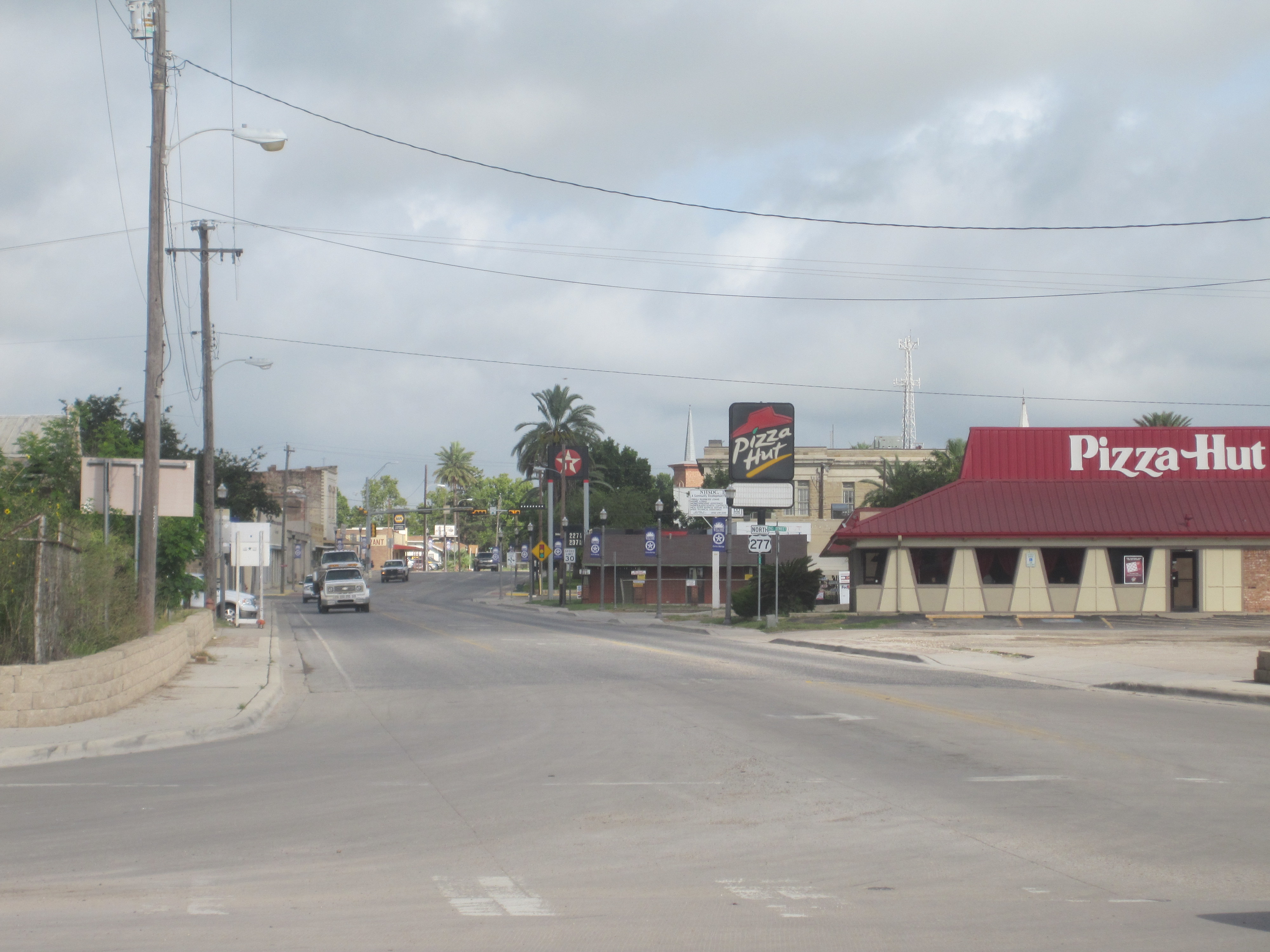
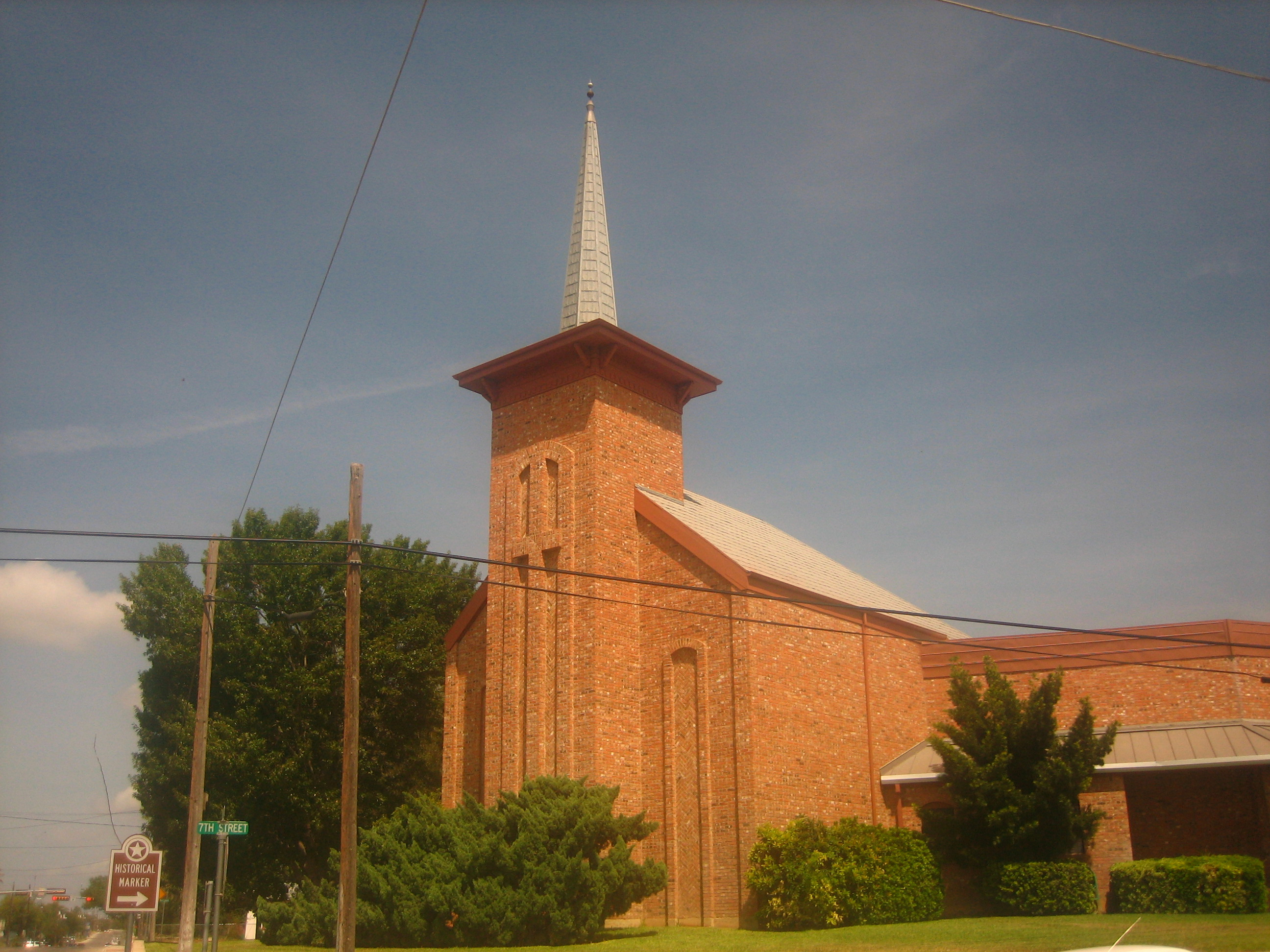
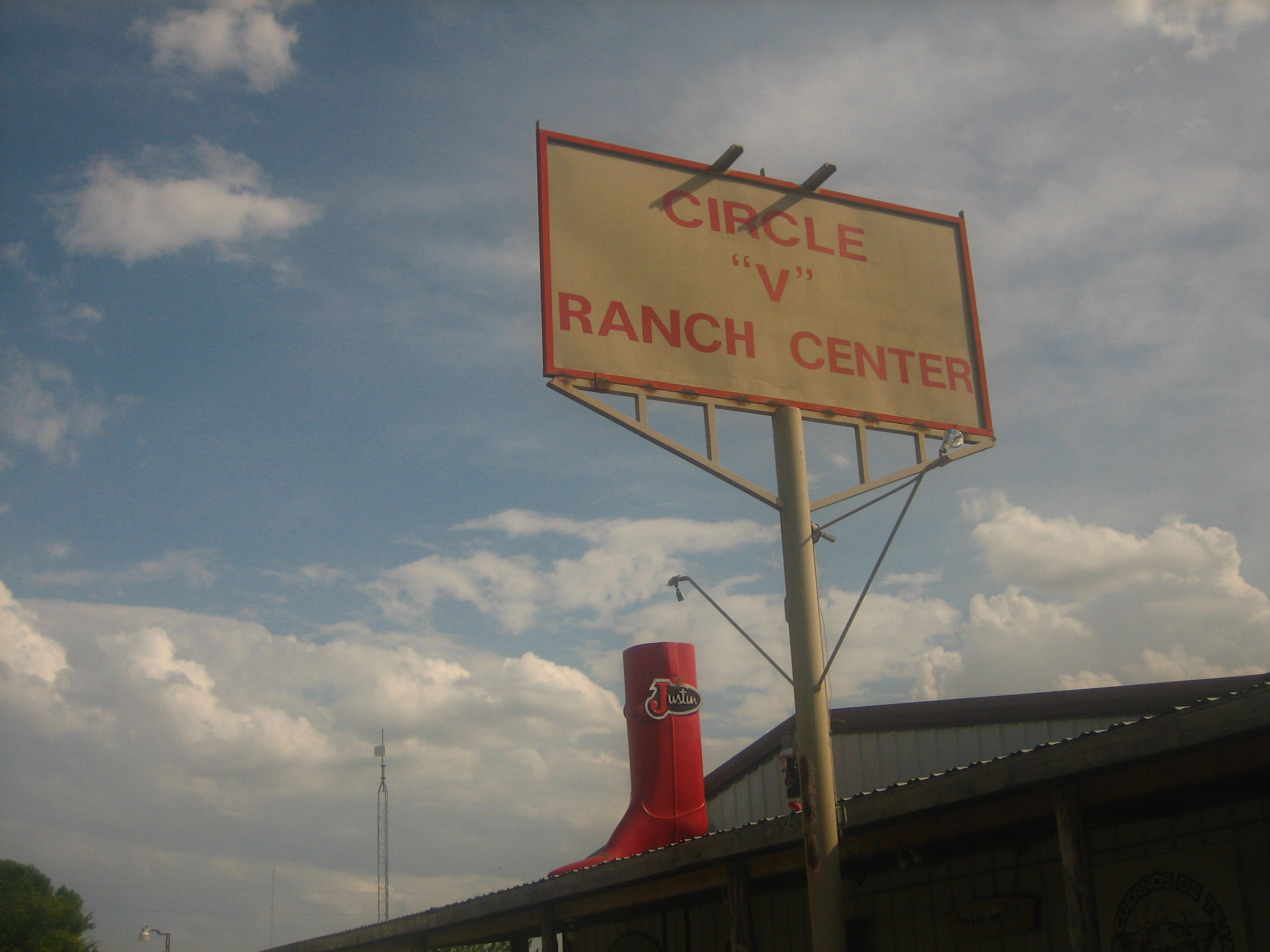
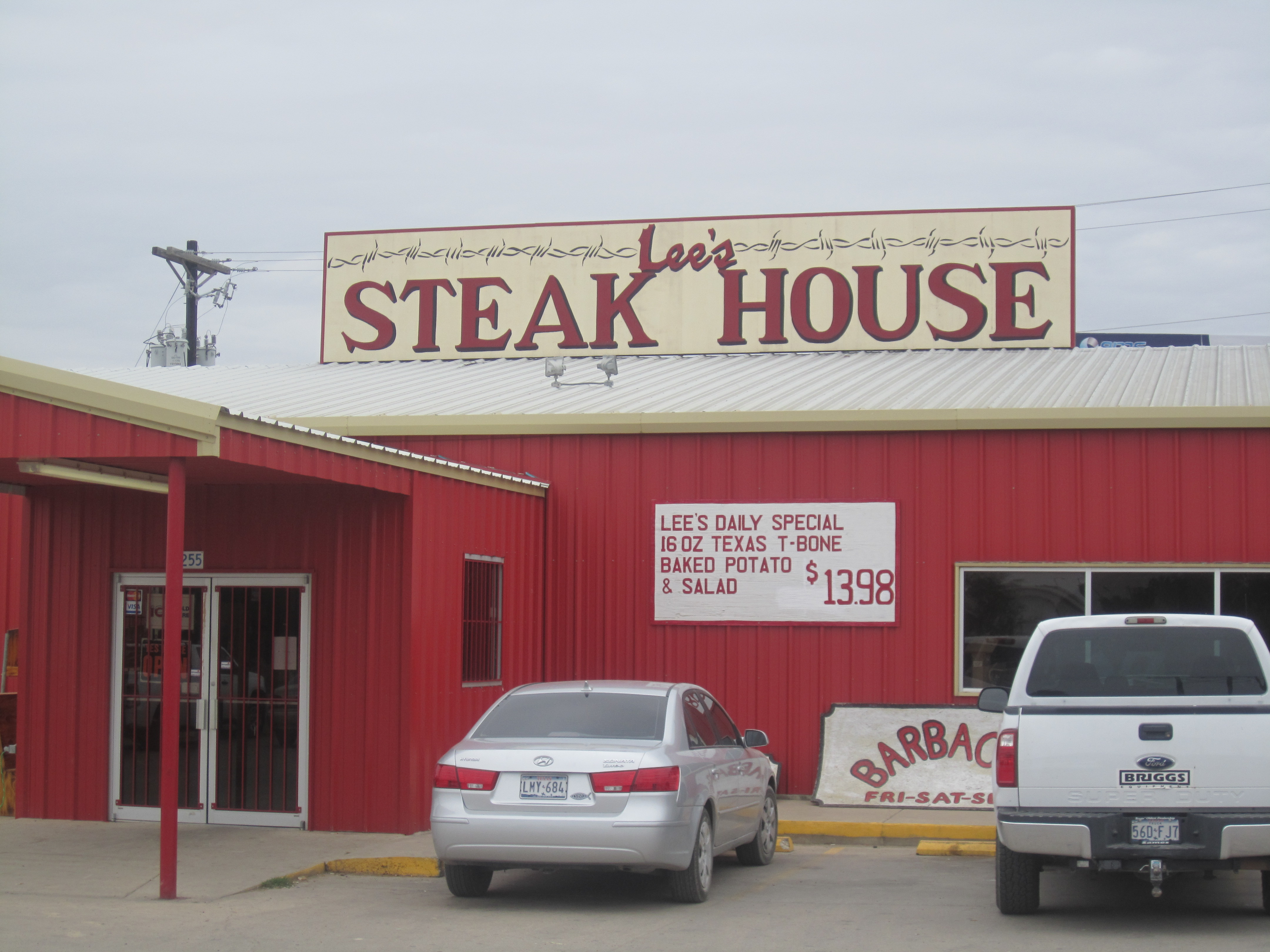